# Сан-Хуанито-де-Эскобедо
Сан-Хуанито-де-Эскобедо (исп. San Juanito de Escobedo) — посёлок в Мексике, в штате Халиско, входит в состав одноименного муниципалитета и является его административным центром. Численность населения, по данным переписи 2020 года, составила 5595 человек.

## Общие сведения
Название поселения составное: San Juanito дано в честь монаха Хуана Калеро, убитого индейцами, поднявшими восстание, а Escobedo дано в честь губернатора штата — Антонио Эскобедо.
Поселение было основано в 1700 году пятью семьями, переселившимися из поселения Сан-Хуан-Атлитик. Они основали поселение Новый-Сан-Хуан-Атлитик вблизи места гибели монаха Хуана Калеро, который был убит 5 июля 1541 года восставшими индейцами из поселения Текила. Это место оставалось почитаемым, и в 1750 году на нём основали церковь, а в 1780 году была возведена колокольня с 3 колоколами.
В 1835 году поселение получило статус посёлка и сменило название на Сан-Хуанито.
В 1939 году поселение решили переименовать в честь губернатора, сменив его на Антонио-Эскобедо. Это название продержалось 23 декабря 1997 года, когда Конгресс штата утвердил современное название.
Он расположен в 90 км к западу от столицы штата, города Гвадалахара, в 5 км к северу от региональной автодороги № 4.

## Население
| Год  | Численность | Численность |
| ---- | ----------- | ----------- |
| 2000 | 5007        | [ 7 ]       |
| 2005 | 4872        | [ 8 ]       |
| 2010 | 5373        | [ 9 ]       |
| 2020 | 5595        | [ 10 ]      |